# Evropský institut vyšších mezinárodních studií
Evropský institut vyšších mezinárodních studií (IE·EI, anglicky: Institut européen·European Institute) je mezinárodní institucí vysokoškolských studií a výzkumu se sídlem v Nice (Francie).

## Historie
IEHEI bylo založeno v roce 1964 za pomoci města Nice a Evropské komise.
Studijní programy probíhají v rozličných zemích a zaměřují se na evropská studia a mezinárodní vztahy.

## Studium
Institut spolupracuje s mnoha univerzitami zejména v Německu, Itálii, Turecku a v dalších zemích Střední a Východní Evropy.
Institut se vyznamenává opravdu mezinárodní fakultou – ať už výčtem profesorů, expertů či studentů.
Nabízený program The Master in Advanced European and International Studies je vyučován ve 2 rozdílných liniích – v anglofonní a tříjazykové verzi. Cílem je studentům nabídnout všezahrnující studium politických, sociálních, ekonomických a kulturních problémů současného moderního světa. Úspěšní studenti po dokončení programu obdrží 60 ECTS kreditů.

## Studijní obor
The Master in Advanced European and International Studies
- Tříjazyková verze v Nice

Tříjazyková verze je vyučována v Nice a Berlíně s týdenní přestávkou a pobytem na University of Rostock, která s IEHEI spolupracuje, a také dvoutýdenním pobytem na partnerské University of Rome. Navíc tato verze obsahuje studijní exkurzi do evropských a mezinárodních organizací v Bruselu, Štrasburku a Ženevě. Z dostupných informací je to jediný magisterský program v evropských a mezinárodních studiích vyučovaný ve 3 jazycích (francouzština, angličtina, a němčina).
- Anglofonní verze v Istanbulu

Anglofonní verze zahrnuje studijní pobyty v Istanbulu, Nice a Berlíně. Navíc tato verze taktéž obsahuje studijní exkurzi do evropských a mezinárodních organizací v Bruselu, Štrasburku a Ženevě.

## Letní akademie
Institut každý rok organizuje letní akademie v různých evropských městech o rozličných tématech.